# Jacopino del Conte
Jacopino del Conte (1510 — 1598) foi um importante pintor italiano do Maneirismo, que trabalhou em Roma e Florença.  

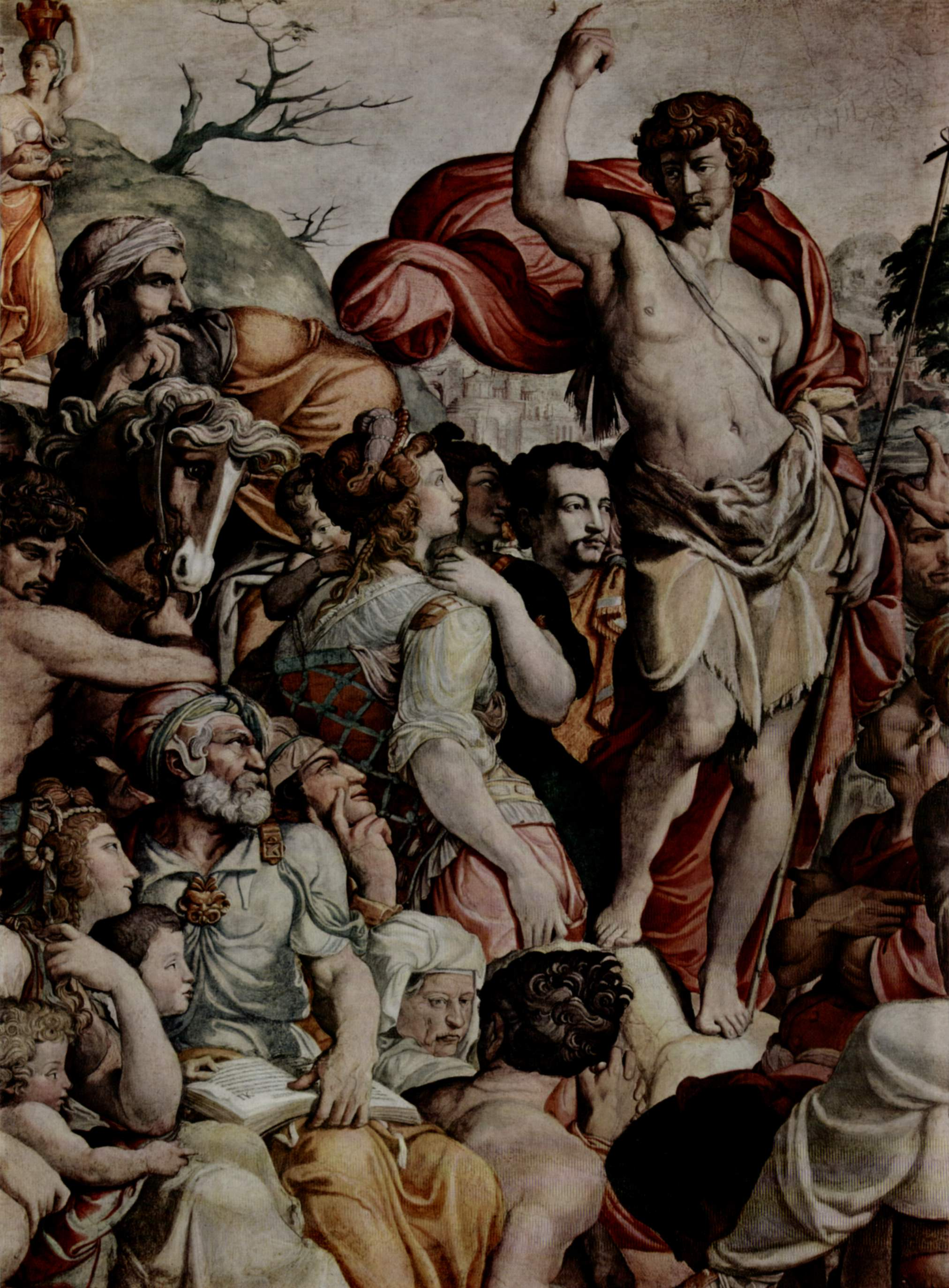

Nativo de Florença, Jacopino del Conte nasceu no mesmo ano de outro florentino, Cecchino del Salviati, e, como Salviati, estudou arte com Andrea del Sarto.
A maioria de seus afrescos está no Oratório de San Giovanni dei Fiorentini, em Roma. O afresco "A Pregação de São João Batista" foi baseado em um desenho de Perin del Vaga. Em 1547 e 1548, junto com Siciolante da Sermoneta, Conte decorou a Capela de San Remigio, em San Luigi dei Francesi. Em 1552, pintou outras obras para o oratório, cujos esboços são atribuídos a Daniele da Volterra. 